# Mauricio Taricco
Mauricio Ricardo Taricco (né à Buenos Aires en Argentine le 10 mars 1973) est un entraineur de football et ancien footballeur argentin. Il est actuellement entraîneur adjoint des Girondins de Bordeaux.

## Biographie

### Entraîneur
Il devient entraîneur adjoint de Brighton & Hove Albion, sous la direction de Gustavo Poyet, le 12 novembre 2009. À l'issue d'une défaite contre Crystal Palace en septembre 2011, il annonce sa retraite en tant que joueur mais se ravise un mois plus tard, affirmant être prêt à jouer aussi longtemps que Poyet le souhaite. Toujours dans un rôle d'adjoint, il suit l'entraîneur uruguayen à Sunderland de 2013 à 2014 puis aux Girondins de Bordeaux depuis le 20 janvier 2018.

## Palmarès
Brighton and Hove Albion
- League One
  - Champion : 2011